# TW Ophiuchi
TW Ophiuchi (TW Oph / HD 158377) es una estrella variable en la constelación de Ofiuco. Su distancia al sistema solar es de 495 pársecs o 1615 años luz.
TW Ophiuchi es una estrella de carbono de tipo espectral CV6 con una temperatura superficial de sólo 2440 K.
En las estrellas de carbono, al contrario que en la mayor parte de las estrellas como el Sol, el contenido de carbono supera al de oxígeno; la relación C/O en TW Ophiuchi, mayor que la unidad, es de 1,20.
Estas estrellas, en las últimas etapas de la evolución estelar, experimentan una pérdida de masa estelar significativa; TW Ophiuchi lo hace a razón de 8,6 × 10-8 masas solares por año.
Brilla con una luminosidad bolométrica —considerando todas las longitudes de onda— 8710 veces superior a la luminosidad solar.
Su diámetro angular, medido durante ocultaciones lunares, es de 10 milisegundos de arco aproximadamente; asimismo, el valor de su diámetro angular en banda K obtenido por interferometría es algo mayor, 10,63 ± 0,52 milisegundos de arco.
Considerando esta última cifra, se puede evaluar su diámetro real de forma aproximada, resultando ser 570 veces más grande que el diámetro solar.
Ello implica que si estuviese en el lugar del Sol, en su interior quedarían englobadas las órbitas de los cuatro primeros planetas, así como el cinturón de asteroides.
Catalogada como variable semirregular SRB, el brillo de TW Ophiuchi varía 2,2 magnitudes a lo largo de un período de 185,9 días.